# Banjarasri (Kalibawang)
Banjarasri is een bestuurslaag in het regentschap Kulon Progo van de provincie Jogjakarta, Indonesië. Banjarasri telt 4246 inwoners (volkstelling 2010).